# Niels Scheuneman
Niels Scheuneman (Veendam, 21 de diciembre de 1983) es un ciclista neerlandés.

## Palmarés
2001
- Gran Premio Rüebliland (Júnior)

2003
- Zesbergenprijs Harelbeke
- 2.º en el Campeonato Mundial Contrarreloj sub-23

2004
- Tour de Frise (ex-aequo con 21 corredores)

2008
- 1 etapa del Tour de Loir-et-Cher

## Resultados en Grandes Vueltas
| Carrera | Carrera         | 2002 | 2003 | 2004 | 2005 | 2006 | 2007 | 2008 |
| ------- | --------------- | ---- | ---- | ---- | ---- | ---- | ---- | ---- |
|         | Giro de Italia  | —    | —    | —    | —    | —    | —    | —    |
|         | Tour de Francia | —    | —    | —    | —    | ―    | —    | —    |
|         | Vuelta a España | —    | —    | —    | Ab.  | —    | —    | —    |

—: no participa
Ab.: abandono